# امیتی (نیویورک)
امیتی، نیو یورک (به انگلیسی: Amity, New York) یک منطقهٔ مسکونی در ایالات متحده آمریکا است که در ایالت نیویورک واقع شده‌است.

## خصوصیات
امیتی ۸۹٫۷ کیلومترمربع مساحت و ۲٬۳۰۸ نفر جمعیت دارد و ۴۲۲ متر بالاتر از سطح دریا واقع شده‌است.